# 霍赫吉岑山
47°51′25″N 13°02′05″E / 47.8569°N 13.0346°E

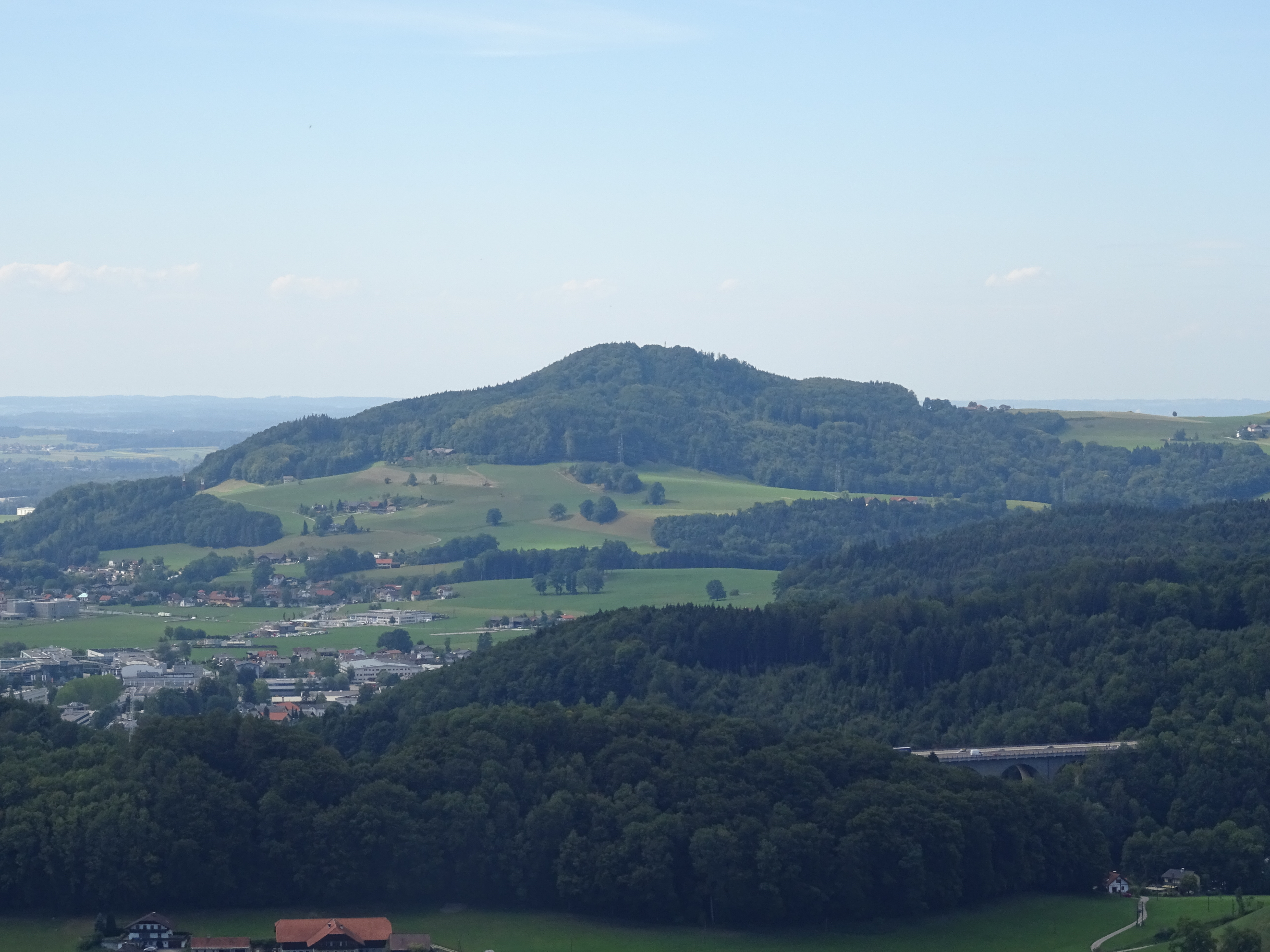

霍赫吉岑山（德語：Hochgitzen），是奧地利的山峰，位於該國中部，由薩爾茨堡州負責管轄，屬於薩爾茲卡默古特山脈的一部分，海拔高度676米，每年平均降雨量1,894毫米。